# 페터르 판 포선
페터르 야코뷔스 판 포선(네덜란드어: Peter Jacobus van Vossen ˈpeːtər jaːˈkoːbʏs fɑɱ ˈvɔsə(n)[*], 1968년 4월 21일, 제일란트주 지리크제이 ~)은 네덜란드의 전직 프로 축구 선수이자 감독이다.

## 클럽 경력
판 포선은 지르크제이 출신이다. 축구 선수로서, 그는 베베런, 안데를레흐트, 아약스, 이스탄불스포르, 레인저스, 페예노르트, 더 흐라프스합, 그리고 피테서에서 활약했다. 그는 아약스에서 활약하면서 1994-95 시즌에 챔피언스리그 우승을 거두었다.
그는 1996년 1월에 이스탄불스포르에서 7경기 출전 무득점에 침묵한 후, 러시아인 올레크 살렌코와 레인저스로 교환되어 1995-96 시즌 후반을 스코티시 프리미어리그에서 보냈다. 그는 이듬해 14번의 경기에 출전했고, 레인저스는 셀틱의 9시즌 연속 우승 기록의 동률을 이루었지만, 1997-98 시즌에는 1경기만 뛰고, 네덜란드 무대로 복귀해 페예노르트에 입단했다.

## 국가대표팀 경력
판 포선은 네덜란드 국가대표팀 경기에 31번 출전해 9골을 기록했다. 그는 1994년 월드컵과 유로 2000에 참가했다. 판 포선은 유로 1992 명단에도 이름을 올렸지만, 혈전증으로 낙마했다.

## 국가대표팀 득점 기록
아래의 점수에서 왼쪽의 점수가 네덜란드의 점수이며, 점수 열은 판 포선의 득점 상황을 나타낸다.
| # | 날짜             | 경기장                              | 상대       | 점수 | 결과 | 대회                 |
| - | ---------------- | ----------------------------------- | ---------- | ---- | ---- | -------------------- |
| 1 | 1992년 10월 14일 | 네덜란드 로테르담 더 카위프         | 폴란드     | 1–2  | 2–2  | 1994년 월드컵 예선전 |
| 2 | 1992년 10월 14일 | 네덜란드 로테르담 더 카위프         | 폴란드     | 2–2  | 2–2  | 1994년 월드컵 예선전 |
| 3 | 1992년 12월 16일 | 튀르키예 이스탄불 이뇌뉘            | 튀르키예   | 1–0  | 3–1  | 1994년 월드컵 예선전 |
| 4 | 1992년 12월 16일 | 튀르키예 이스탄불 이뇌뉘            | 튀르키예   | 3–1  | 3–1  | 1994년 월드컵 예선전 |
| 5 | 24 March 1993    | 네덜란드 위트레흐트 할헨바르트      | 산마리노   | 5–0  | 6–0  | 1994년 월드컵 예선전 |
| 6 | 28 April 1993    | 잉글랜드 런던 웸블리                | 잉글랜드   | 2–2  | 2–2  | 1994년 월드컵 예선전 |
| 7 | 1994년 5월 27일  | 네덜란드 위트레흐트 할헨바르트      | 스코틀랜드 | 2–0  | 3–1  | 친선경기             |
| 8 | 1998년 10월 10일 | 네덜란드 에인트호번 필립스 스타디온 | 페루       | 2–0  | 2–0  | 친선경기             |
| 9 | 1999년 6월 5일   | 브라질 사우바도르 폰치 노바         | 브라질     | 2–2  | 2–2  | 친선경기             |

## 수상
아약스
- 챔피언스리그: 1994–95

레인저스
- 스코티시 프리미어리그: 1996–97
- 스코티시 리그컵: 1996–97[4]

페예노르트
- 에레디비시: 1998–99[5]
- 요한 크라위프 스할: 1999[6]